# حزب الأصالة
حزب الأصالة هو حزب إسلامي مصري ويتبع المنهج السلفي. أسس الحزب اللواء عادل عبد المقصود عفيفي في يوليو 2011 عقب ثورة 25 يناير. وكان عبد المقصود رئيس حزب الفضيلة قبل أن ينشق هو وبعض أعضاء المكتب التنفيذي عن حزب الفضيلة وأسسوا حزب الأصالة.
وفي 23 أكتوبر 2011، قام حزب الأصالة مع حزبي النور والبناء والتنمية بتكوين تحالف الكتلة الإسلامية.
رشّح الحزب عبد الله الأشعل لانتخابات الرئاسة المصرية 2012.

## تاريخ

### التأسيس
في يوليو 2011، أعلن اللواء عادل عبد المقصود عفيفي (رئيس حزب الفضيلة آنذاك) وعددٌ من أعضاء المكتب السياسي عن انسحابهم وقطع علاقتهم بحزب الفضيلة نهائياً، بعدما تبين أن هناك مؤامرة لتغيير مبادئ الحزب التي تقوم على الالتزام بالشرعية وسيادة القانون والمنهج الإسلامي السلفي المعتدل، وتحويل مبادئه إلى أفكار متشددة تضر بالصالح العام والعمل الإسلامي. وبناء على ذلك قرر الدكتور عادل عبد المقصود عفيفي وهؤلاء الأعضاء تأسيس حزب جديد باسم حزب الأصالة. موضحاً أنّ عدداً من أبرز الدعاة السلفيين يدعمون الحزب الجديد كما يسحبون دعمهم لحزب الفضيلة، وهم د. محمد عبد المقصود عفيفي والشيخ محمد حسان ود. محمد عبد السلام والشيخ مصطفى محمد والشيخ ممدوح جابر.
وكان عدد من النشطاء السلفيين قد أصدروا مبادرة طالبوا فيها بانتداب لجنة من علماء الهيئة الشرعية للحقوق والإصلاح للفصل في النزاع، إلا أن المبادرة لم يكتب لها النجاح.
أعلن ممدوح إسماعيل وكيل مؤسسي ورئيس «حزب النهضة» يوم 23 سبتمبر 2011 دمج حزبه في حزب الأصالة. وكان حزب النهضة حزب إسلامي تحت التأسيس تشكّل عقب ثورة 25 يناير، وكان من ضمن أهم أهدافه المحافظة علي الهوية العربية الإسلامية لمصر.

### تحالف الكتلة الإسلامية
أعلن الحزب يوم 12 أكتوبر 2011 انسحابه من التحالف الديمقراطي وخوضه انتخابات مجلس الشعب بقوائم مستقلة. ثم قام حزب الأصالة مع حزبي النور والبناء والتنمية بتكوين تحالف الكتلة الإسلامية، وذلك في 23 أكتوبر 2011.
وقد أكد كل من حزب الأصالة وحزب البناء والتنمية أن «التحالف ليس موجهاً ضد أي تحالف آخر، ويهدف لتحقيق النهضة المصرية على أساس الهوية الإسلامية من خلال مشروع وطني يشارك فيه كل أبناء مصر».

## القادة

### قائمة رؤساء الحزب
| التسلسل | الشخص                  | صورة | الفترة                    |
| ------- | ---------------------- | ---- | ------------------------- |
| 1.      | عادل عبد المقصود عفيفي |      | يوليو 2011 – 4 يناير 2013 |
| 2.      | إيهاب شيحة             |      | 4 يناير 2013 – الآن       |

### الهيئة العليا
التشكيل الحالي للهيئة العليا يضم:
- إيهاب شيحة (رئيس الحزب)
- عادل عبد المقصود عفيفي
- محمود سلطان
- تامر عبد الخالق مكي
- عبد الخالق محمد عبد الخالق
- محمد محمود حسنين الكلحى

## مرجعيات الحزب
- محمد عبد المقصود عفيفي
- الشيخ مصطفى محمد
- الشيخ ممدوح جابر
- محمد عبد السلام

## الداعمون لحزب الأصالة
من الداعمين لحزب الأصالة:
- الشيخ محمد حسان [14]

## وصلات خارجية
- الصفحة الرئيسية لحزب الأصالة
- برنامج الحزب
- "يعلن حزب الأصالة عن توصله لاتفاق مع حزب النور على التحالف الانتخابي". مؤرشف من الأصل في 2020-03-26. اطلع عليه بتاريخ 2011-11-03.
- محامى الجماعات الإسلامية يجمع 3500 توقيع لتأسيس حزب «النهضة» نسخة محفوظة 19 سبتمبر 2011 على موقع واي باك مشين. - المصري اليوم.